# Улица Андрея Малышко (Киев)

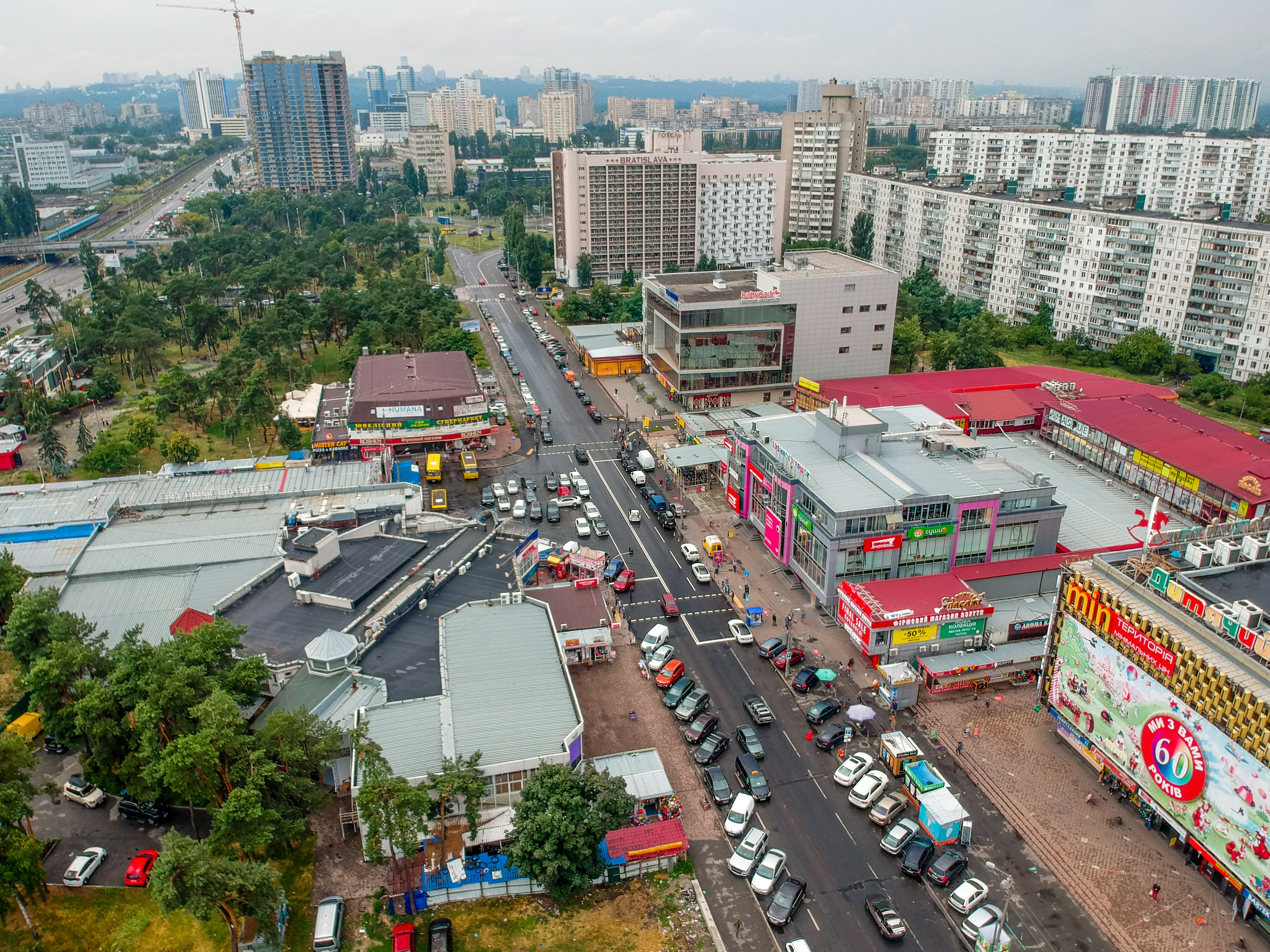
Вид с высоты на улицу Андрея Малышко

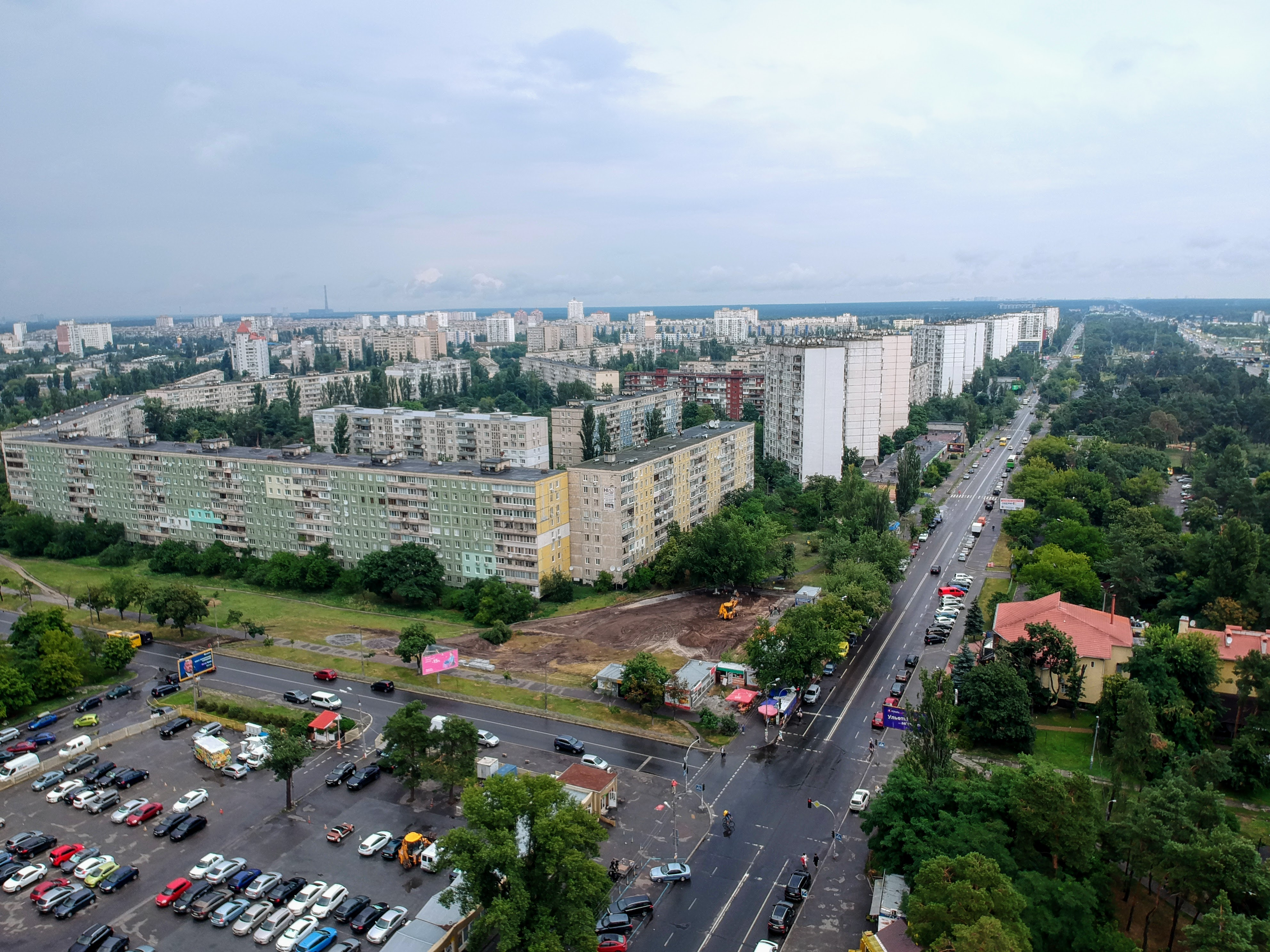
Вид с высоты на улицу Андрея Малышко

Улица Андрея Малышко (укр. Вулиця Андрія Малишка) — улица в Днепровском районе города Киева. Пролегает от улиц Строителей и Князя Романа Мстиславича до площади Черниговская, исторически сложившаяся местность (район) Северо-Броварской массив.
Примыкает бульвар Дарницкий и улица Миропольская.

## История
Новая улица №232 была проложена в середине 1920-х годах. 
29 декабря 1953 года Новая улица №232 в Дарницком районе переименована на Павлоградская улица — в честь города Павлоград, согласно Решению исполнительного комитета Киевского городского совета депутатов трудящихся № 2610 «Про наименование городских улиц» («Про найменування міських вулиць»). 
Позже получила название Выщедубечанская: в справочнике «Улицы Киева» 1958 года улица упоминается под данным названием.  
27 декабря 1971 года улица получила современное название — в честь украинского советского поэта Андрея Самойловича Малышко, согласно Решению исполнительного комитета Киевского городского совета депутатов трудящихся № 2061 «Про наименование и переименование улиц города Киева» («Про найменування та перейменування вулиць м. Києва»).
30 июня 1972 года восточная часть улицы (после примыкания Братиславской улицы) была выделена в отдельную улицу Киото, согласно Решению исполнительного комитета Киевского городского совета депутатов трудящихся № 1007 «Про наименование улицы в честь города-побратима Киото» («Про найменування вулиці на честь міста побратима Кіото»).
Улица застраивалась в период 1965—1975 года вместе с другими улицами Северо-Броварского жилого массива (в период 1968—2018 годы — Комсомольского).

## Застройка
Улица пролегает в северо-восточном направлении параллельно Броварскому проспекту. Улица имеет по два ряда движения в обе стороны. Улица Андрея Малышко с улицами Миропольская, Братиславская, Киото, Гната Хоткевича и проспектом Броварской образовывают Черниговскую площадь.
Непарная сторона улицы занята многоэтажной жилой (9-16-этажные дома) застройкой, учреждениями обслуживания — микрорайоны №№ 3 и 2 Северо-Броварского жилого массива. Парная сторона — зелёные насаждения (в том числе парк Андрея Малышко, памятник природы Сосна Нестерова), а также рынок.
Учреждения:
1. дом № 1 — гостиница «Братислава»
2. дома № 3 — универмаг «Детский мир»
3. дом № 25/1 — библиотека № 118 для детей Днепровского района